# NGC 6885
Az NGC 6885 (más néven Caldwell 37) egy nyílthalmaz a Kis Róka csillagképben.

## Felfedezése
A nyílthalmazt William Herschel fedezte fel 1784. szeptember 9-én.

## Tudományos adatok
Körülbelül 35 csillag alkotja, de ebből csak néhány fényes. Annyira szétszort, hogy határait csak gyanítani lehet. É-i része, mint NGC 6882 van katalogizálva.